# Quadro de medalhas de saltos ornamentais na Universíada de Verão de 1981

## Quadro de medalhas
| Ordem | País                | Medalha de ouro | Medalha de prata | Medalha de bronze |   |
| ----- | ------------------- | --------------- | ---------------- | ----------------- | - |
| 1     | CHN China           | 3               | 1                | 1                 | 5 |
| 2     | URS União Soviética | 1               | 2                | 2                 | 5 |
| 3     | USA Estados Unidos  |                 | 1                |                   | 1 |
| 4     | ROM Romênia         |                 |                  | 1                 | 1 |